# Ioachim Levițki
Arhiepiscopul Ioachim (născut Ivan Akimovici Levițki; n. 11 aprilie 1853, Petrușkî, Kievsky Uyezd⁠(d), gubernia Kiev⁠(d), Imperiul Rus – d. 1921, Sevastopol, gubernia Taurida, RSFS Rusă) a fost un arhiereu al Bisericii Ortodoxe Ruse, arhiepiscop de Nijni Novgorod și Arzamas și scriitor.

## Biografie
Ioachim Levițki s-a născut la 30 martie 1853 în satul Drabovka. A absolvit Școala Teologică Sofia din Kiev, apoi Seminarul Teologic din Kiev (1875), și Academia Teologică din Kiev obținând titlul de candidat la teologie. După absolvire a fost numit profesor de omiletică și liturgică, membru al consiliului de conducere al Seminarului Teologic din Riga (1879).
La 24 iunie 1880 a fost hirotonit preot la Catedrala din Riga. Din 1883 până în 1886 a fost profesor de drept la Școala de Infanterie-Junker din Riga și la Școala Particulară Superioară de Fete L. ȘI. Tailov.
În 1889 i s-a acordat dreptul de a purta camilafcă. Din 1894, a fost redactor al Gazetei Eparhiale din Riga.
La 14 ianuarie 1896, în Catedrala Sf. Isaac din Sankt Petersburg, a fost sfințit episcop de Balta, vicar al diecezei Kamenet-Podolsk. În 24 mai 1897 a fost transferat, fiind numit episcop de Brest, primul vicar al episcopiei de Lituania și Vilna și din 13 ianuarie 1900 - episcop de Grodno și Brest. În 26 noiembrie 1903 a fosf numit episcop de Orenburg și Ural și din 7 noiembrie 1908, episcop de Orenburg și Turgai. În același timp a fost numit președintele departamentului din Orenburg al Societății Imperiale Ortodoxe Palestiniene și președinte al departamentului din Orenburg al Uniunii Poporului Rus.
În 13 august 1910 a fost numit episcop de Nijni Novgorod și Arzamas și președinte al departamentului djn Nijni Novgorod al Societății Imperiale Ortodoxe Palestiniene, precum și membru de onoare al filialei din Nijni Novgorod a Conferinței Monarhice al tuturor rușilor.
La 6 mai 1916 a fost ridicat la rangul de arhiepiscop. În 1917 a fost înlăturat de la conducerea eparhiei.
A fost distins cu Ordinul Sf. Ana cl. III (1895) și cl. I (1904), Ordinul Sf. Vladimir cl. III (1899) și cl. II (1908), Ordinul Sf. Alexandru Nevski (1913), Ordinul Muntenegrean Sf. Daniel (1900).
La 22 martie 1918 a fost demis ca urmare a cererii sale de pensionare, a fost numit stareț al Mănăstirii Învierea Noului Ierusalim, apoi a mers în vizită la rudele sale din Crimeea.
Potrivit episcopului Dimitr Abashidze de Tauride și Simferopol, a fost ucis de tâlhari la începutul anului 1921 în vecinătatea orașului Sevastopol.

## Memorie
În pregătirea canonizării noilor martiri și mărturisitori, săvârșită de Biserica Ortodoxă Rusă și al întregiir Rusii în 1981, numele său a fost inclus în proiectul listei de noi martiri și mărturisitori ai Rusiei. Lista numită a noilor martiri și mărturisitori ai Bisericrr Ortodoxă Rusă și al întregi iRusii, care includea numele arhiepiscopului Ioachim, a fost publicată abia la sfârșitul anilor 1990.
În 2007, clerul eparhiei Grodno a înaintat o cerere la Sinodul Bisericii Ortodoxe Belaruse cu privire la posibilitatea canonizării sale.